# 香港回歸祖國紀念碑

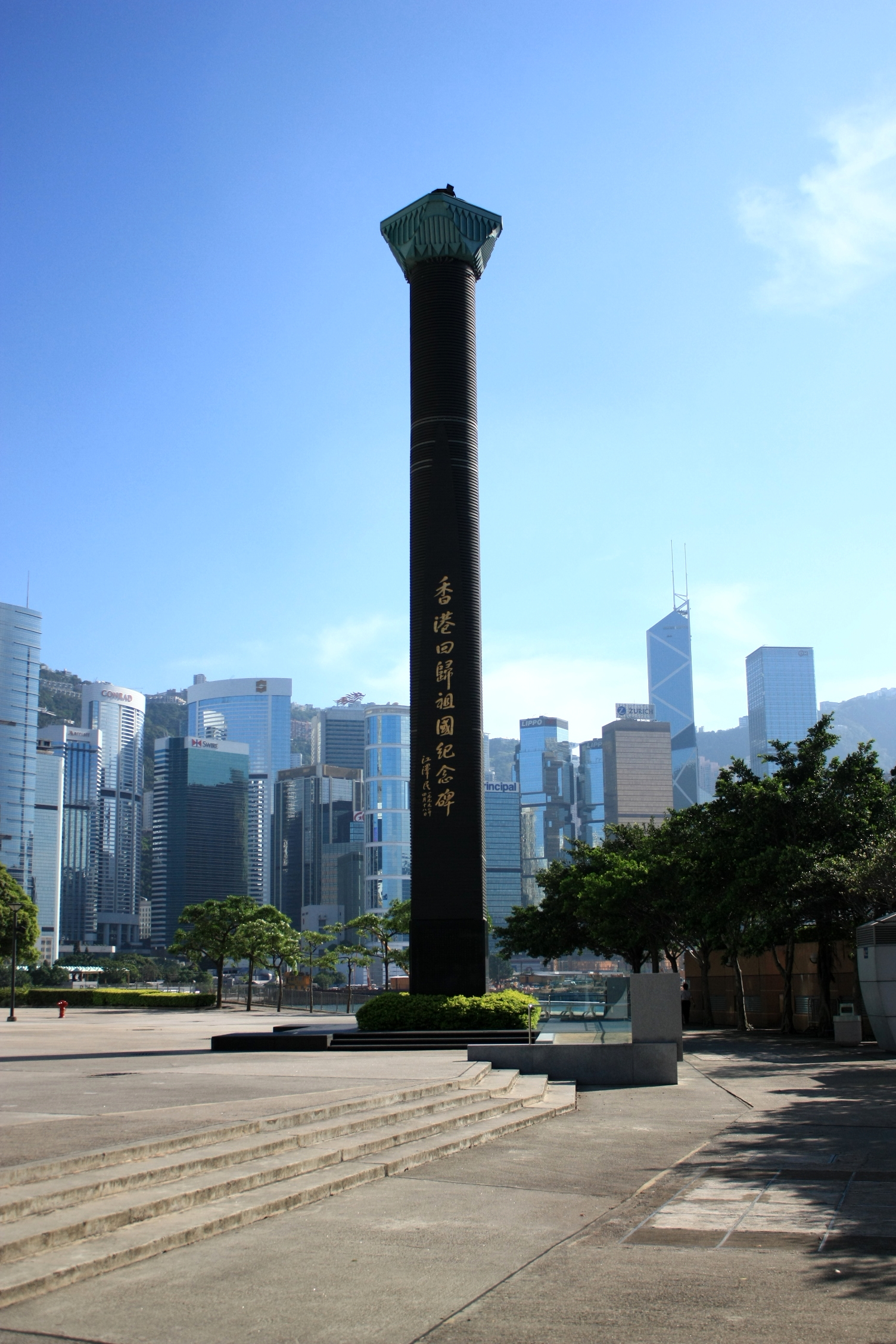
香港回歸祖國紀念碑

香港回歸祖國紀念碑（簡稱回歸紀念碑），位於香港島灣仔香港會議展覽中心新翼人工島西北面，是香港一座紀念香港回歸的紀念碑。
紀念碑於1999年7月1日，由時任中共中央政治局常委兼中國國家副主席胡錦濤及香港行政長官董建華揭幕，以慶祝香港回歸兩週年。

## 籌建過程
紀念碑的定名與籌建，早於1996年5月25日經全國人大香港特區籌委會作出決議，通過建立香港回歸祖國紀念碑，以「永久紀念香港回歸祖國」，並且建議由香港特別行政區政府負責籌建。政府於1998年7月成立“香港回歸祖國紀念碑工作小組”，由梁振英擔任主席，並且於同年9至11月期間公開徵求設計建議，期間收到250份紀念碑設計圖案、250份碑文稿件。

## 特色

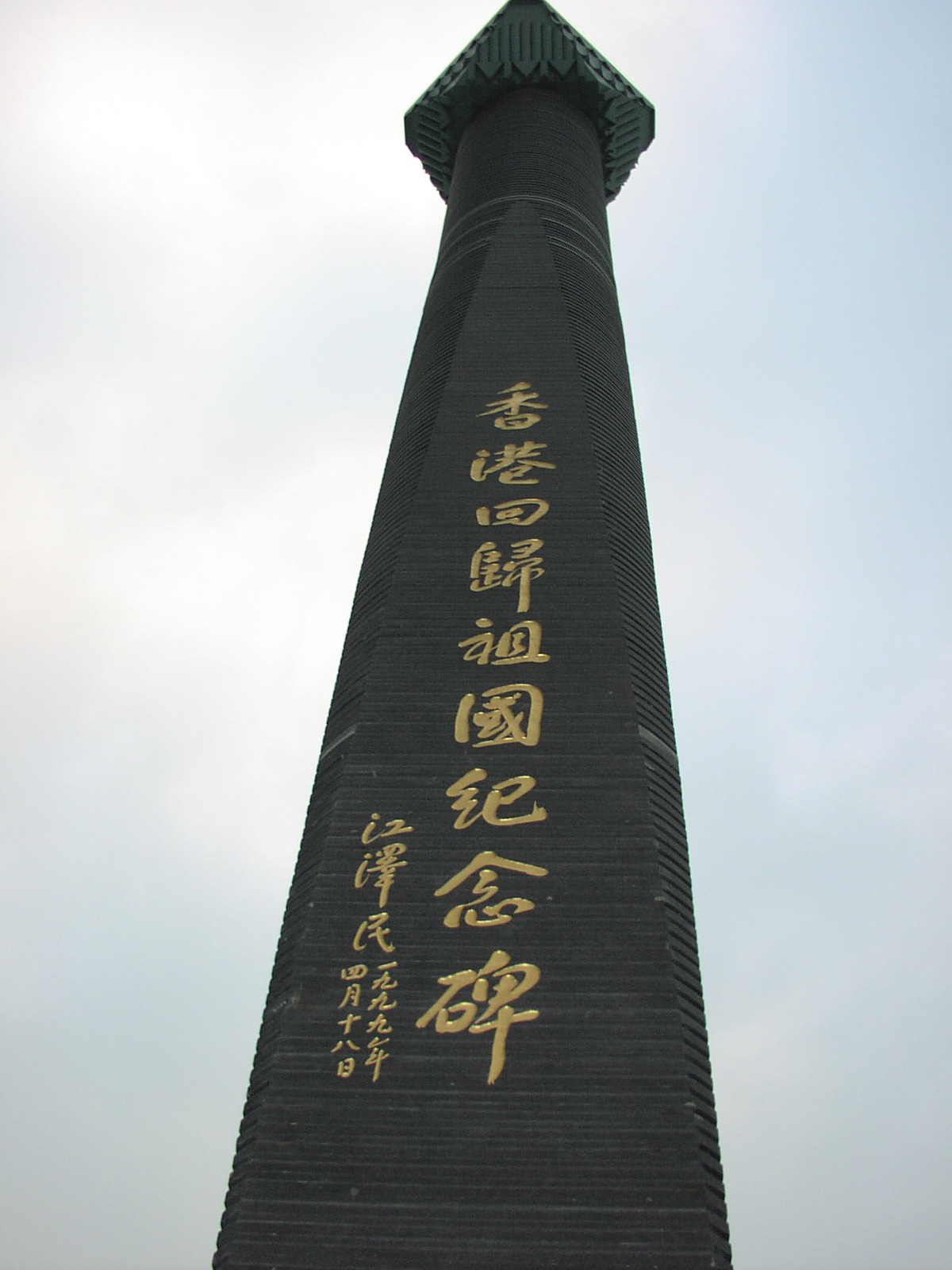
香港回歸祖國紀念碑近觀

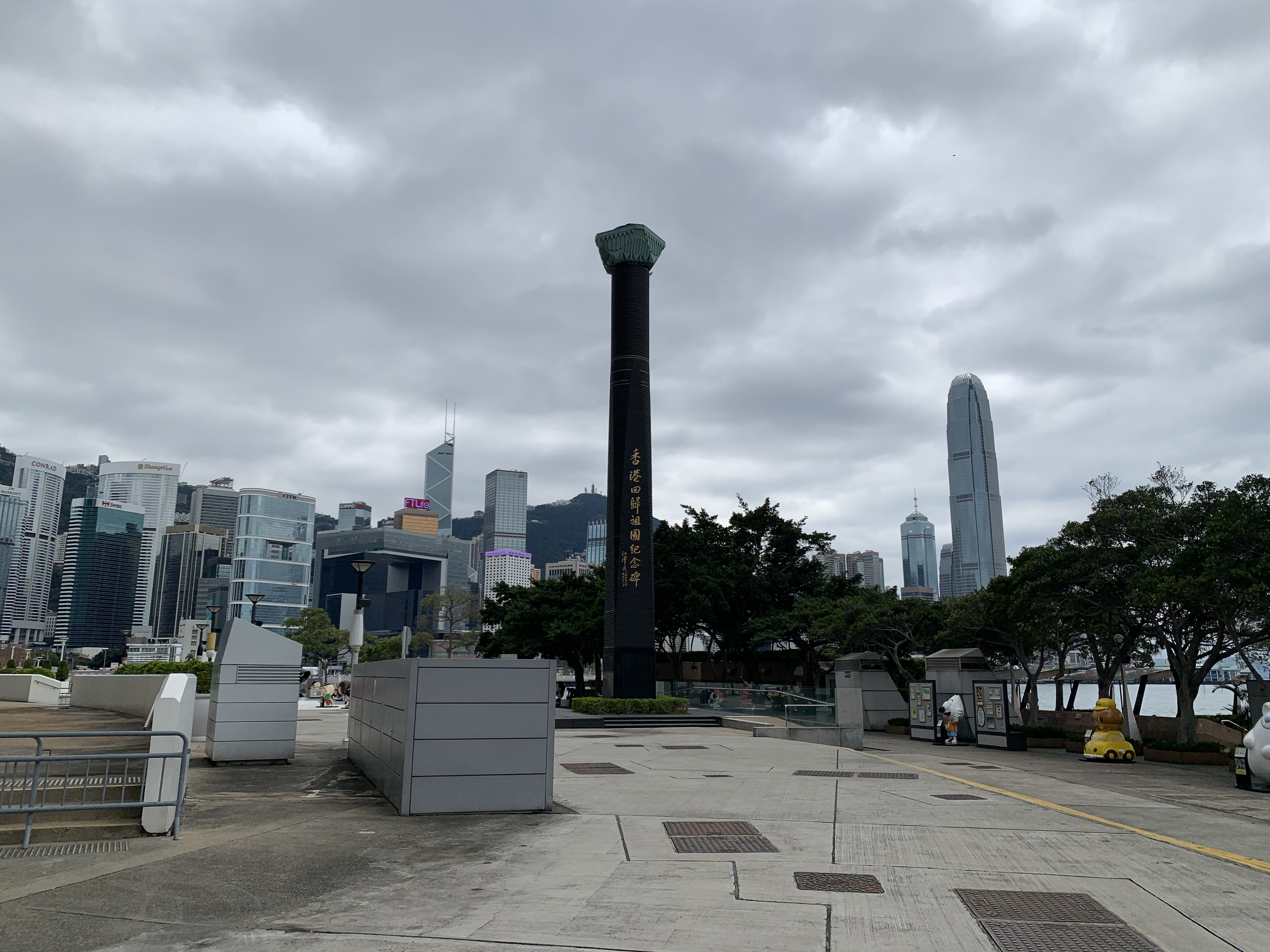
远观纪念碑

紀念碑高20米、寬1.6米，由基座、柱身和柱頂3個部份組成。基座和柱身是用花崗岩建造，而柱頂則以銅鑄成。紀念碑柱身由206個石環組成，代表由1842年至2047年的年份。當中有6個淺色的石環，代表著香港歷史上重要的年份，包括：
- 1842年：中英簽訂《南京條約》；割讓香港島
- 1860年：中英簽訂《北京條約》；割讓九龍
- 1898年：中英簽訂《展拓香港界址專條》；租借新界
- 1982年：中英兩國就香港前途問題展開會談
- 1984年：中英兩國簽署《中英聯合聲明》
- 1990年：全國人民代表大會正式頒佈《香港基本法》

為突出香港回歸的重要性，以下年份的石環嵌有光環，內含有32個光纖點：
- 1997年：香港主權移交予中華人民共和國

石環一直延至2047年才終止，代表香港「50年不變」。碑頂設置了4,000瓦特的強力射燈，於晚間發射光柱到空中，象徵香港能夠繼續繁榮。碑上刻有前中共中央總書記、國家主席江澤民的親筆題詞，下方為碑文。
香港回歸祖國紀念碑由曾經留學澳洲的香港建築師鄧鏡華（Thomas Tang）先生設計。
政府本來擬在添馬艦的添馬艦政府總部落成後，將香港回歸祖國紀念碑遷到總部前的廣場永久擺放，然而新政府總部於2011年落成後，暫時未見當局有搬遷紀念碑的準備。

## 外部連結
- 香港回歸祖國紀念碑官方網站 （页面存档备份，存于）